# 2S35 Koalitsiya-SV
Il 2S35 Koalitsiya-SV (in russo 2С35 Коалиция-СВ?, 2S35 Koalicija-SV) è un semovente d'artiglieria di fabbricazione russa, sviluppato a partire dal 2002 presso il Central Research Institute di Nižnij Novgorod ed entrato in servizio nel 2022 presso le forze armate russe.
Tra i primi mezzi d'artiglieria ad essere sviluppato a seguito della dissoluzione dell'Unione Sovietica, è stato progettato per neutralizzare batterie di artiglieria, corazzati, armi anticarro, posti di comando e fortificazioni nonché difese aeree e missilistiche ed è armato con un cannone da 152 mm col quale è in grado di ingaggiare obiettivi fino ad una distanza di 80 km sviluppando una cadenza di fuoco fino a 16 colpi al minuto.
Basato sullo scafo del carro armato T-90,  il Koalitsiya-SV è destinato a prendere il posto dell'ormai obsoleto 2S19 Msta tra le file dell'esercito russo.
L'entrata in servizio, posticipata più volte, è prevista per il 2022, anno in cui si concluderanno i test di stato.

## Sviluppo

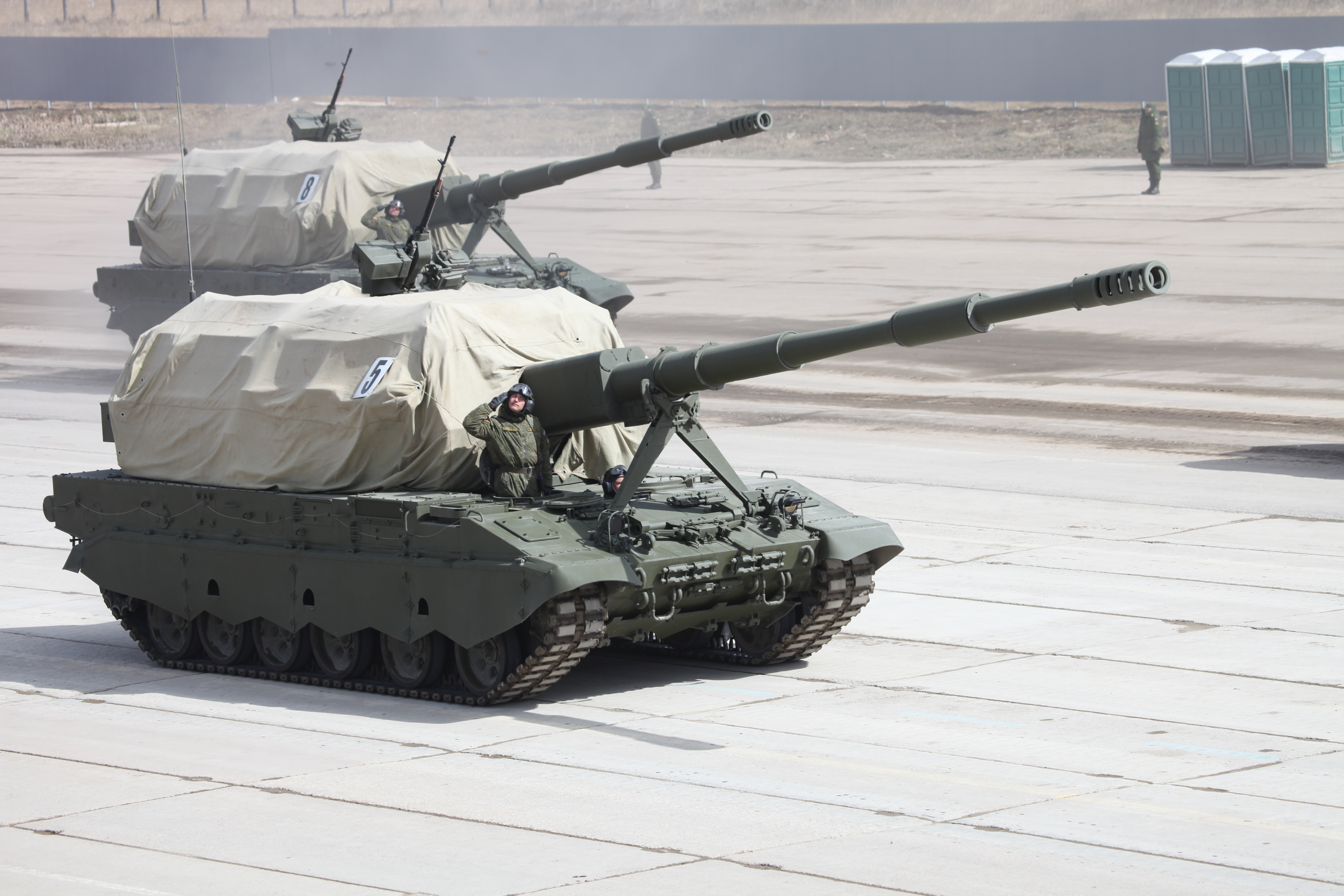
Due semoventi d'artiglieria 2S35 Koalitsiya-SV sfilano in parata presso il poligono di Alabino il 22 aprile 2015. La torretta è celata alla vista del pubblico da teli.

Nei primi anni duemila, l'esercito russo emise un requisito per un nuovo semovente d'artiglieria, in calibro 152 mm con cui sostituire il precedente 2S19 Msta, la cui progettazione risaliva all'epoca sovietica. Sviluppato dal Central Scientific Research Institute di Nižnij Novgorod, fu designato inizialmente 2S35, ed adottava un'inedita soluzione per la dotazione d'artiglieria, che prevedeva due cannoni, posizionati sovrapposti, in calibro 152 mm, contenuti in una torretta completamente automatizzata. Ogni cannone aveva un proprio sistema automatizzato di caricamento, che garantiva di immettere il proiettile nel cannone con qualsiasi angolo di elevazione. Ogni cannone poteva sparare indipendentemente dall'altro, per colpire contemporaneamente bersagli diversi.
Questa soluzione garantiva una celerità di tiro pari a 16 colpi al minuto, e l'armamento veniva controllato in remoto dai due membri dell'equipaggio, posti nella parte anteriore dello scafo, ai lati dal conduttore. L'equipaggio del prototipo era costituito da 5 persone, ma per gli esemplari di serie era prevista la riduzione a 3. Considerato la risposta al nuovo semovente d'artiglieria XM-2001 Crusader, il primo prototipo del nuovo 2S35 Koalitsiya-SV fu completato nel 2006, ma dopo quattro anni di attività sperimentale la configurazione binata venne abbandonata a causa degli insormontabili costi incontrati dalla soluzione adottata per l'armamento.
Fu allora deciso di costruire un nuovo prototipo, dotato di armamento monocanna che venne completato nel 2013. Al termine della fase sperimentale, nel 2014 iniziò la produzione, e i primi 12 esemplari di preserie consegnati nell'aprile del 2015 sfilarono durante la parata militare per la Giornata della vittoria a Mosca, il 9 maggio 2015.
La prima batch di 8 unità prodotte in serie è stata consegnata nel maggio 2020, ai quali si aggiungeranno ulteriori 18 unità nel corso del 2021.

## Caratteristiche

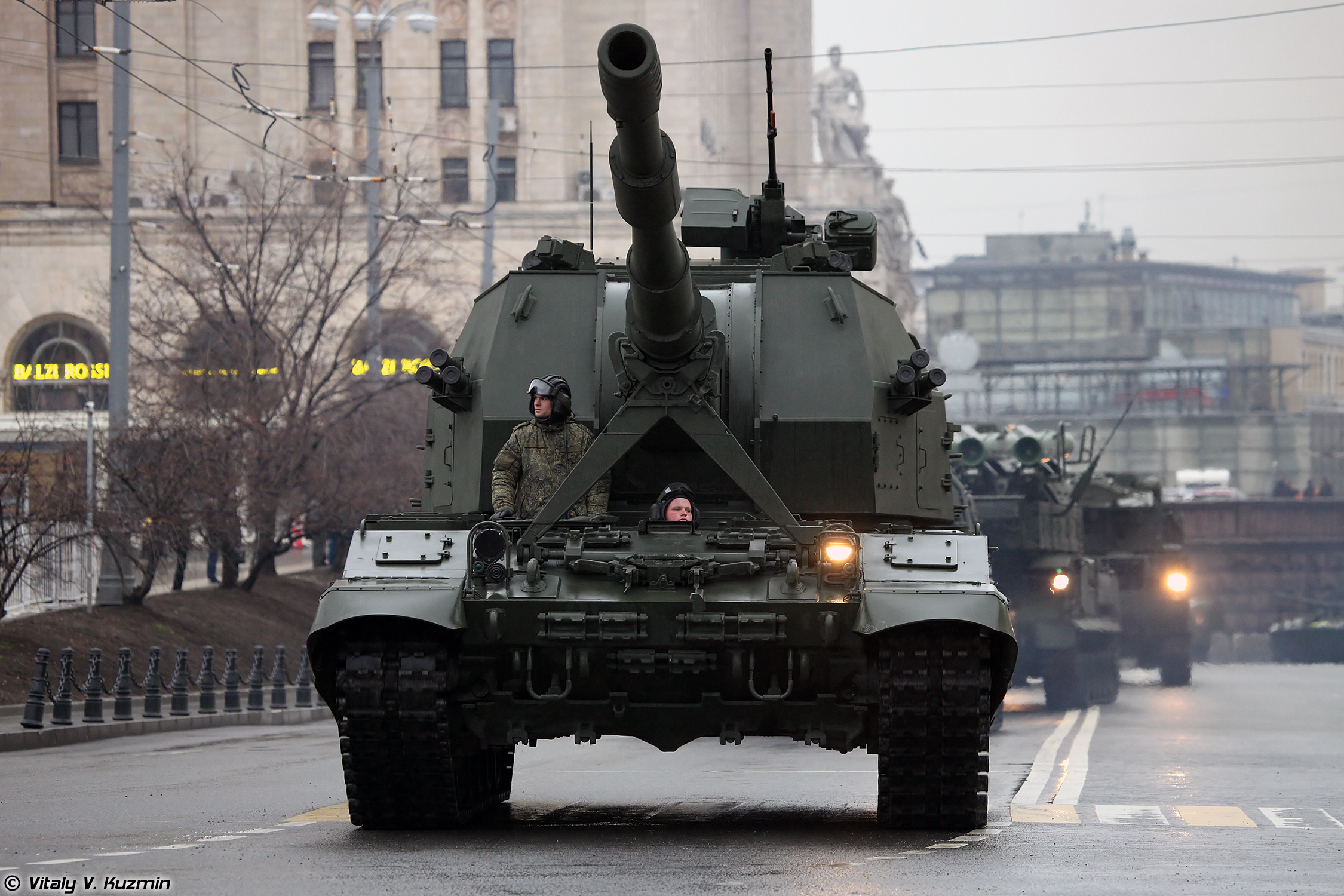
Vista anteriore di un semovente d'artiglieria 2S35 Koalitsiya-SV.

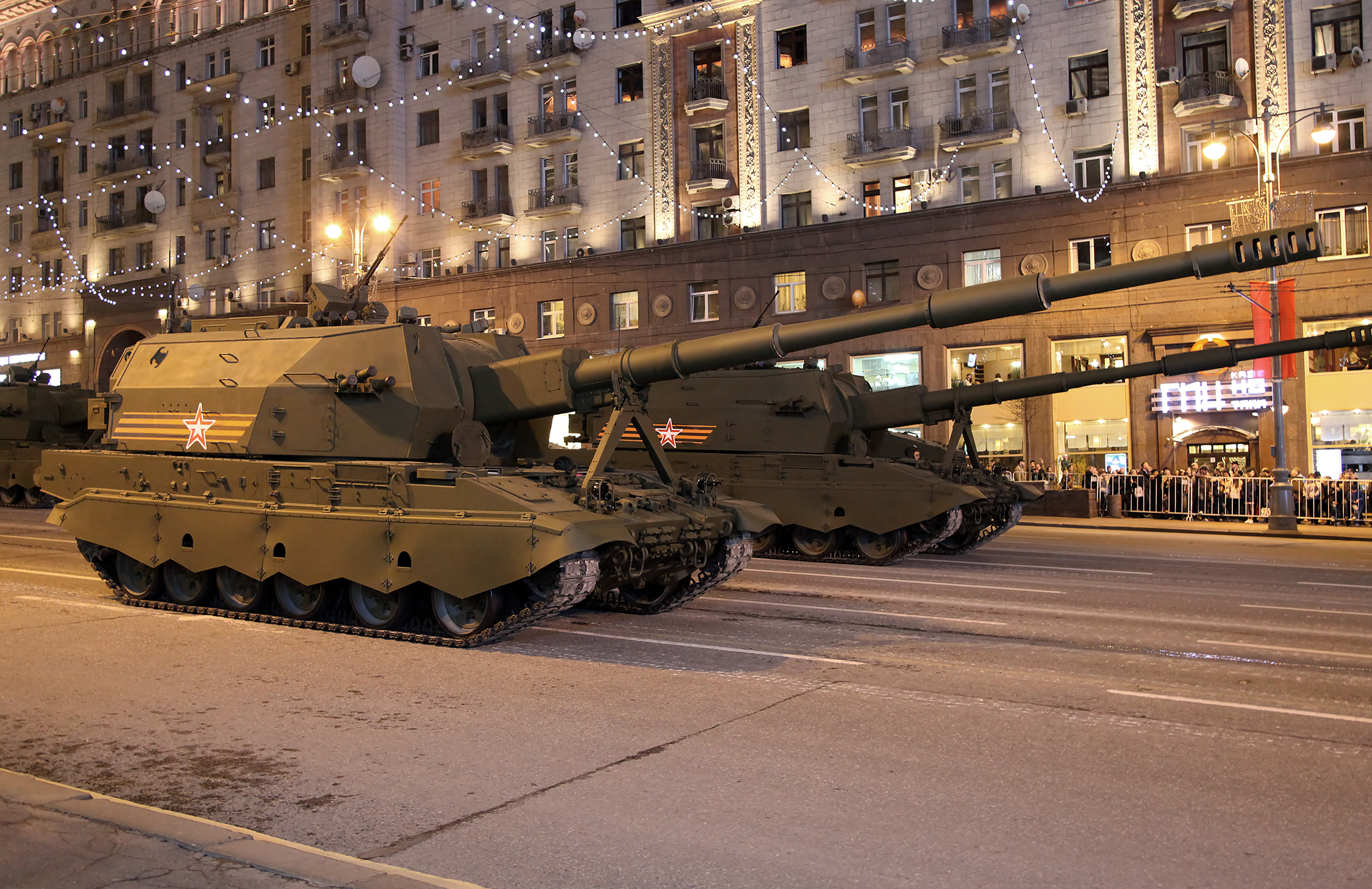
Due semoventi d'artiglieria

Lo scafo è ricavato da quello del carro T-90, modificato con un treno di rotolamento dotato di 6 ruote doppie portanti per lato. L'equipaggio è composto da 3 membri, con il pilota posto anteriormente nel centro dello scafo, il capocarro si trova alla sua destra ed il cannoniere alla sinistra. Essi sono collocati in una cella di sicurezza, separata dal resto del mezzo, ricavata ingrandendo lo scafo del T-90 nell'arco frontale, e dotata di completo equipaggiamento NBC (Nucleare Biologico Chimico). Il motore è il diesel Chelyabinsk Tractor Plant V-92 S2 a 12 cilindri a V, policombustibile ad iniezione diretta, con una potenza di 1.000 hp (735 kW). La trasmissione ha sette marce avanti e una indietro. Una turbina a gas associata ad un generatore consente di fornire l'energia elettrica necessaria al funzionamento dei sistemi di bordo quando il motore è spento.
L’armamento si basa su cannone 2A88 da 152/52 mm, dotato di freno di bocca, sviluppato dall'Artillery Plant N.9 di Yekaterinburg, con settore di tiro verticale tra -7° e +70°, e orizzontale di 360°. La gittata massima raggiungibile è pari a 70 km, e rateo di fuoco di 8 colpi/min.
Il sistema di caricamento automatizzato sia per i proiettili che per le cariche di lancio consente di introdurre il munizionamento completo nella camera di scoppio con qualsiasi inclinazione del pezzo. Questa soluzione consente di introdurre la munizione senza che la massa rinculante sia tornata in posizione fissa per il caricamento. La riserva di colpi di pronto impiego è pari a 70 proiettili con relative cariche di lancio di tipo termoelettrochimico. Insieme al proiettile intelligente a guida laser semi-attiva 30F39 Krasnopol, il cannone 2A88 può utilizzare anche il nuovo proiettile ad alta precisione a guida satellitare con gittata di 70 km.
La gestione del tiro avviene tramite il BMS (Battle Management System) Sozveidie dell'esercito russo, in grado di scegliere autonomamente il proiettile più adatto al contesto con la relativa carica di lancio.
Per l'autodifesa il semovente d'artiglieria è dotato di una torretta a controllo remoto RCWS (Remote Control Weapon Station) 6S21  equipaggiata con una mitragliatrice Kord da 12,7 mm e 4 gruppi lancia fumogeni/artifizi 902V "Tucha", ognuno con 3 tubi da 81 mm, posizionati lateralmente e superiormente alla torretta.
Quattro ricevitori di allarme laser (RALM) sono posizionati superiormente ai quattro angoli della torretta. È presente una lama da bulldozer che consente al mezzo di potersi trincerare, mentre posteriormente il veicolo è dotato di un sistema meccanizzato per il trasferimento dei proiettili e delle cariche dall’apposito veicolo portamunizioni 2F66-1.

## Utilizzatori
- Russia

## Galleria d'immagini

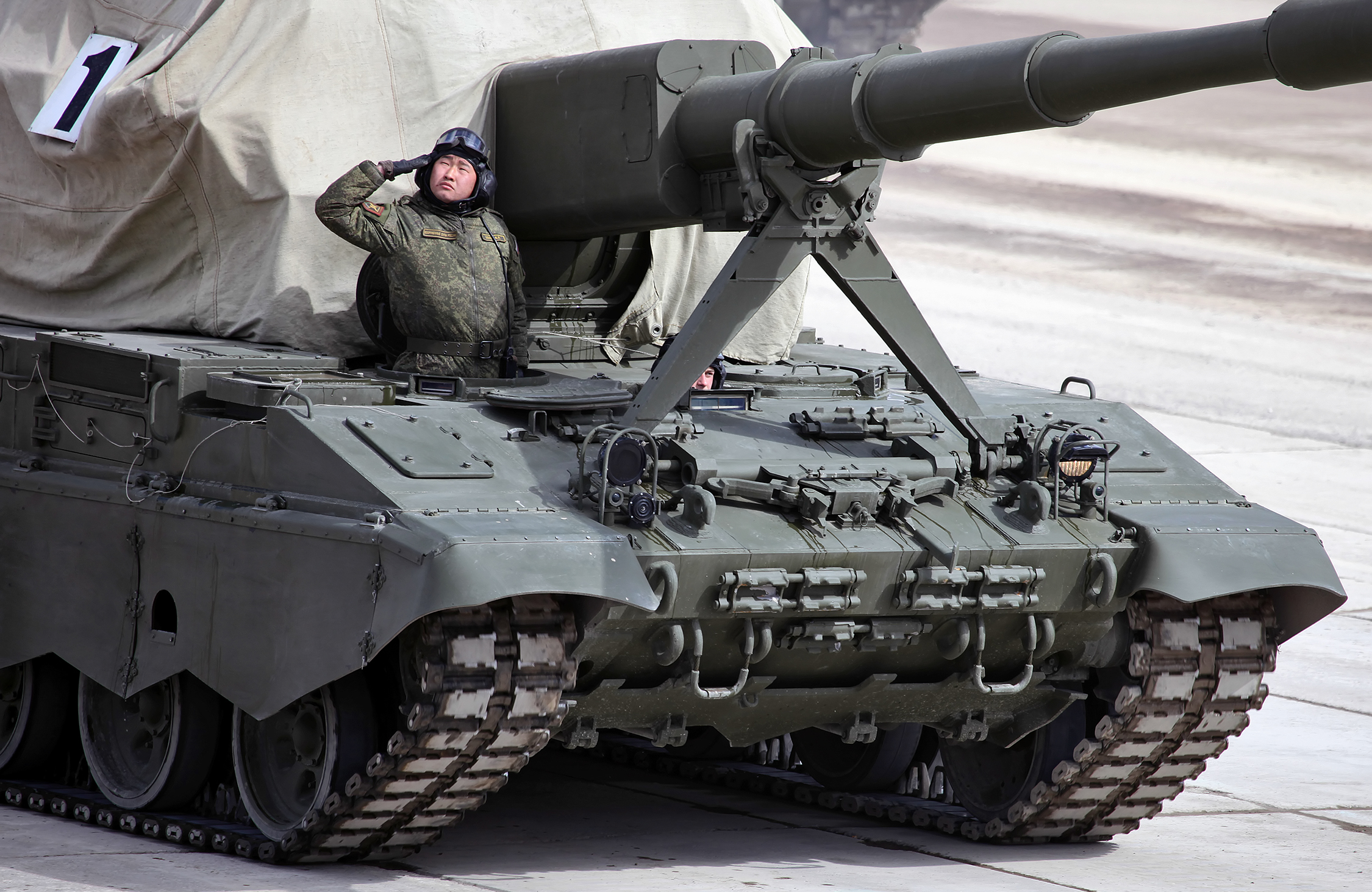
Vista frontale
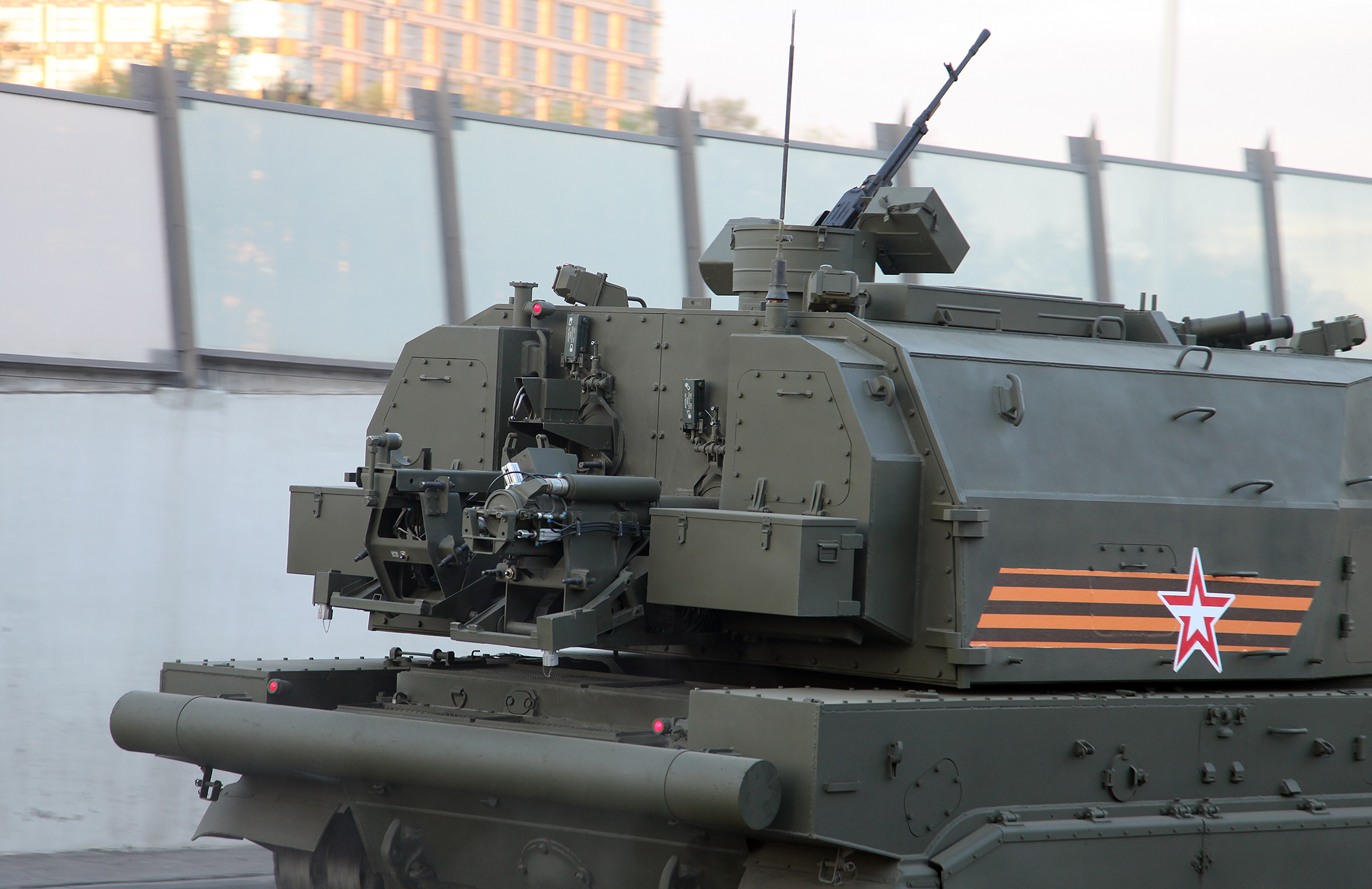
Vista della parte posteriore della torretta
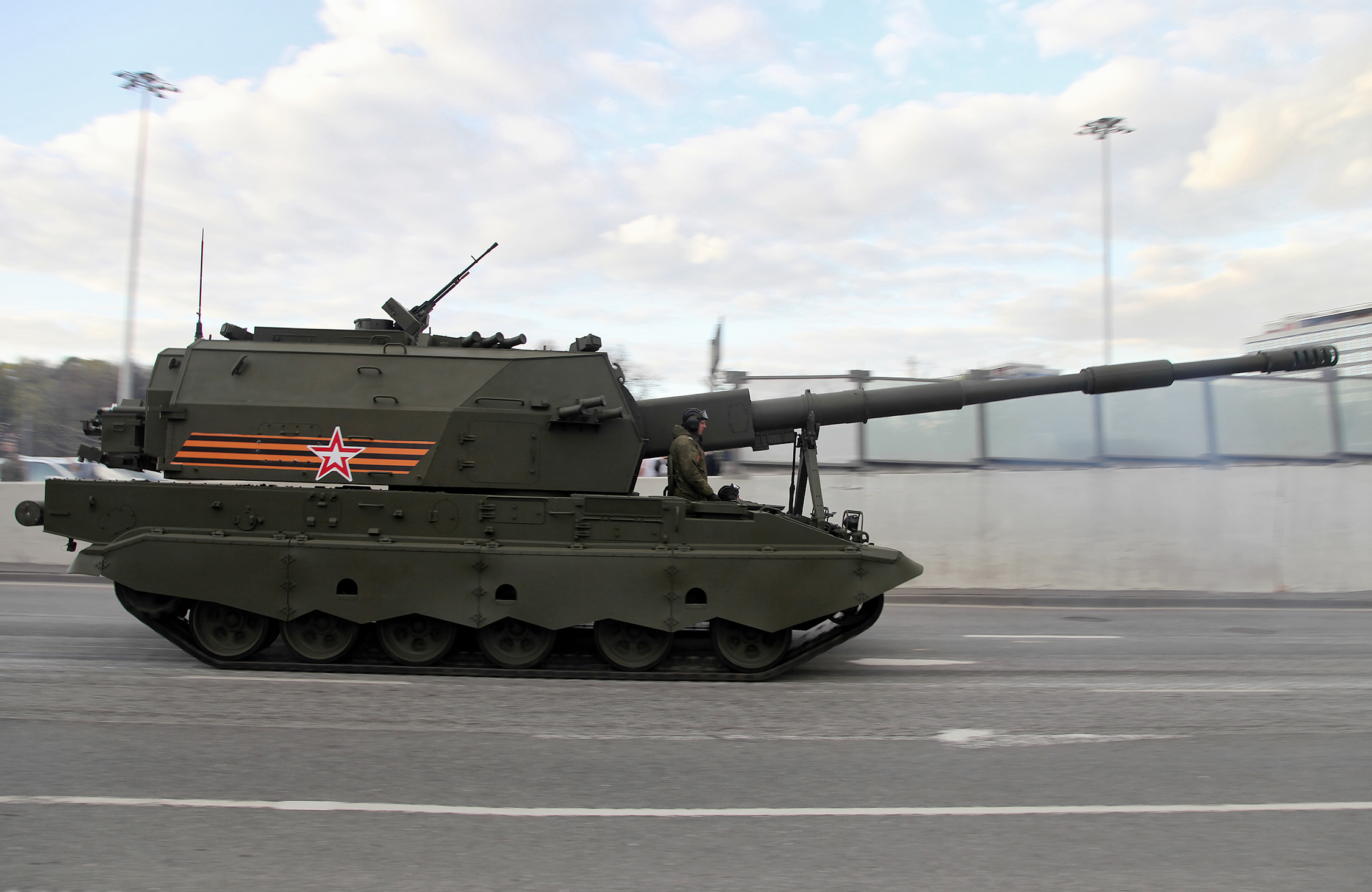
Vista di fianco del semovente d'artiglieria
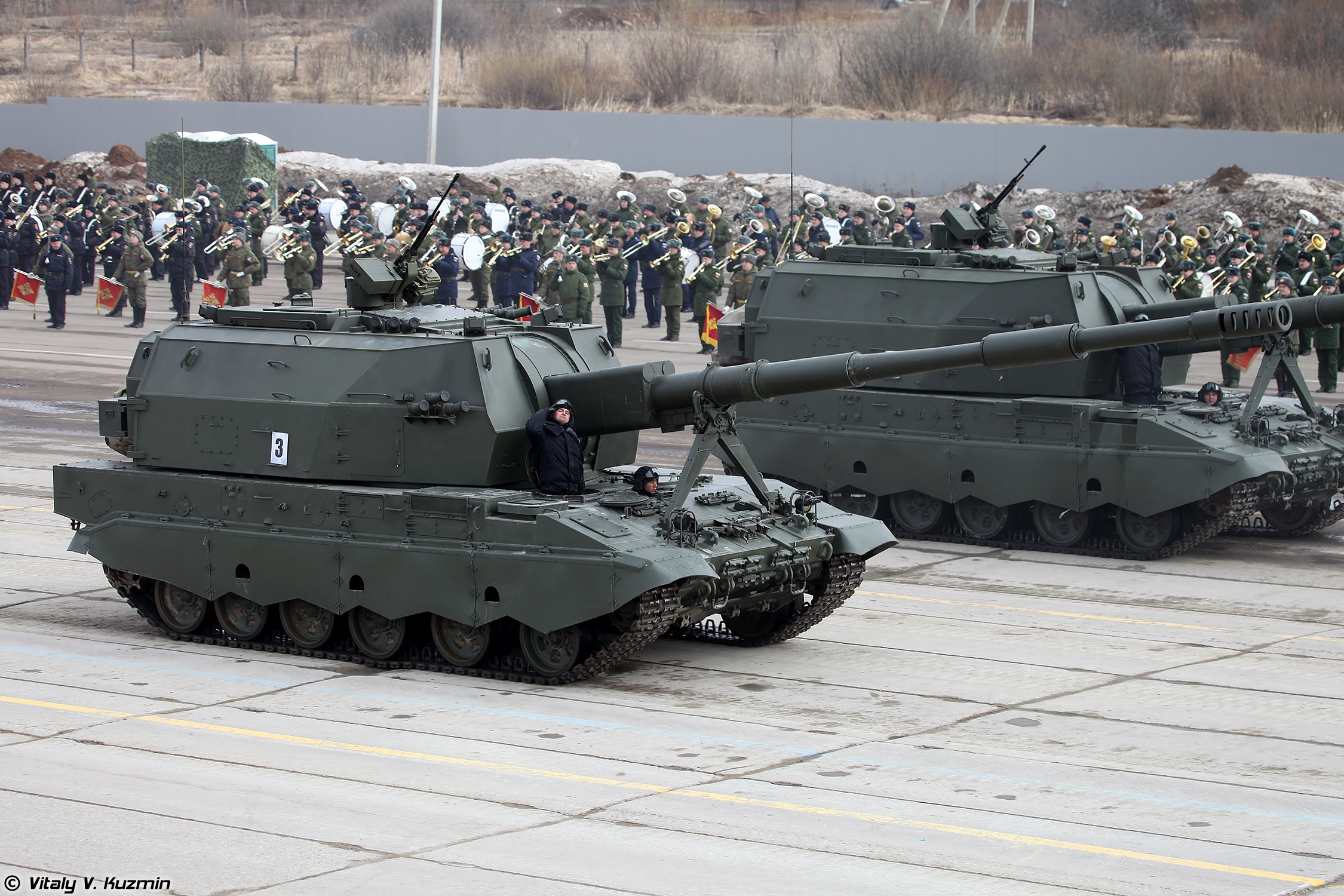
Due semoventi d'artiglieria 2S35 Koalitsiya-SV
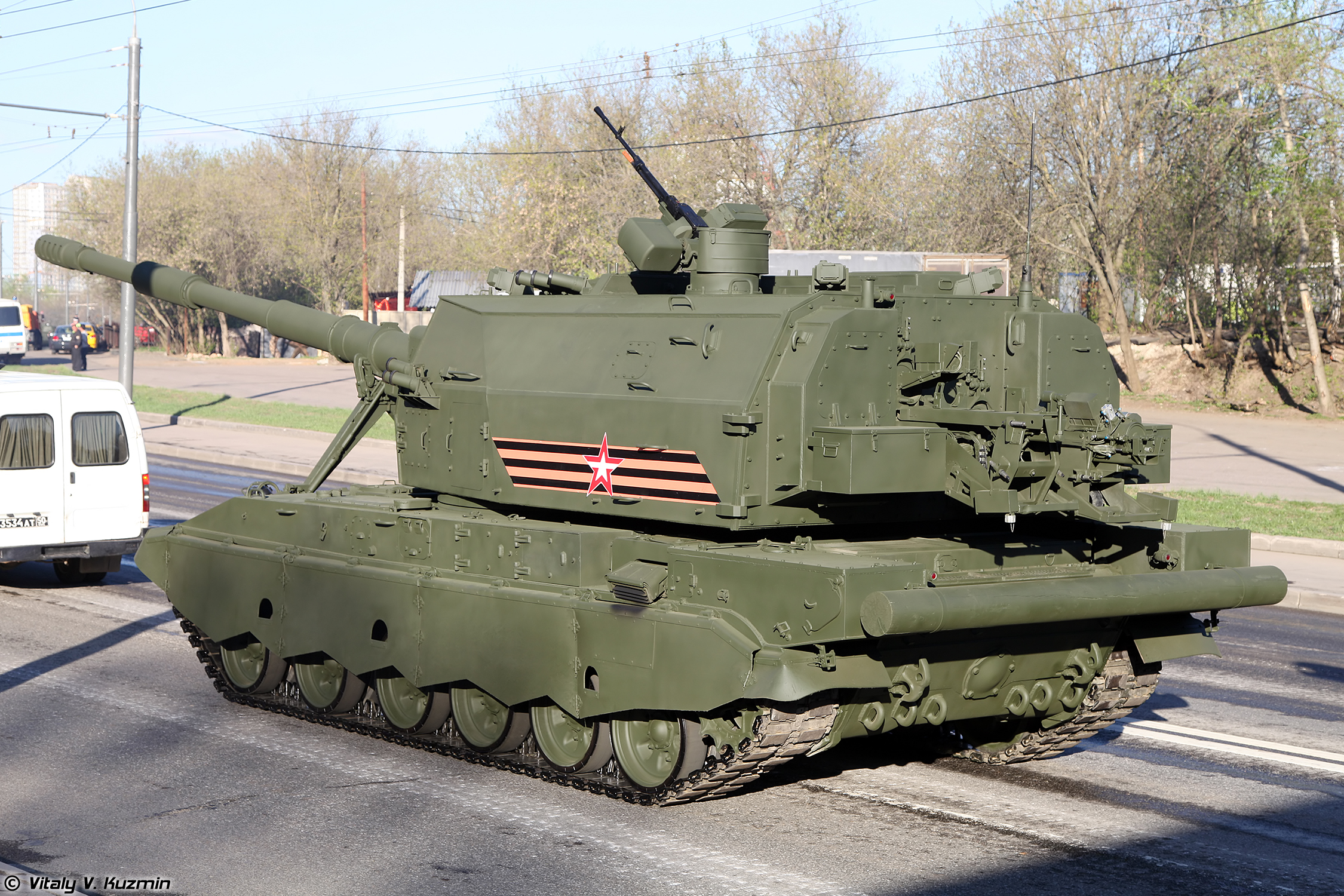
Un semovente d'artiglieria 2S35 Koalitsiya-SV in configurazione di marcia

### Annotazioni
1. ↑  Essi possono essere di tipo HE-FRAG standard, proiettili a grappolo con submunizioni anticarro.
2. ↑  Nelle cariche di lancio di tipo termoelettrochimico la detonazione avviene tramite una scarica elettrica.
3. ↑  La guida satellitare si basa sul sistema di satelliti GLONASS.
4. ↑  Posta nella parte posteriore sinistra della torretta, ha un settore di tiro da -5° a +75°, e una dotazione di 200 colpi.
5. ↑  Secondo quanto dichiarato dal costruttore il tempo per il rifornimento completo del deposito munizioni è di 15 minuti.

### Fonti
1. ↑  https://www.armyrecognition.com/russia_russian_army_vehicles_system_artillery_uk/2s35_koalitsiya-sv_152mm_tracked_self-propelled_howitzer_technical_data_sheet_specifications_intelligence_pictures_video.html
2. 1 2   Russia’s latest Koalitsiya wheeled howitzer enters trials, su TASS. URL consultato il 26 gennaio 2021.
3. ↑  (EN) Russian Army to receive more 2S35 Koalitsiya-SV self-propelled howitzers [collegamento interrotto], su defence-blog.com, 8 gennaio 2021. URL consultato il 26 gennaio 2021.
4. 1 2  (EN) Russian army receives first 2S35 Koalitsiya-SV SPH, begins trials of wheeled version, su Janes.com. URL consultato il 26 gennaio 2021.
5. 1 2 3 4 5  Military Today.
6. 1 2 3  Global Security.
7. ↑  Po 2017, p. 72.
8. 1 2 3  Po 2017, p. 73.
9. ↑  (EN) Russian Army to receive more 2S35 Koalitsiya-SV self-propelled howitzers, su defence-blog.com, 8 gennaio 2021. URL consultato il 26 gennaio 2021 (archiviato dall'url originale il 22 gennaio 2021).
10. 1 2 3 4 5 6 7 8  Po 2017, p. 74.
11. 1 2 3 4 5  Po 2017, p. 75.